# Partenogénese

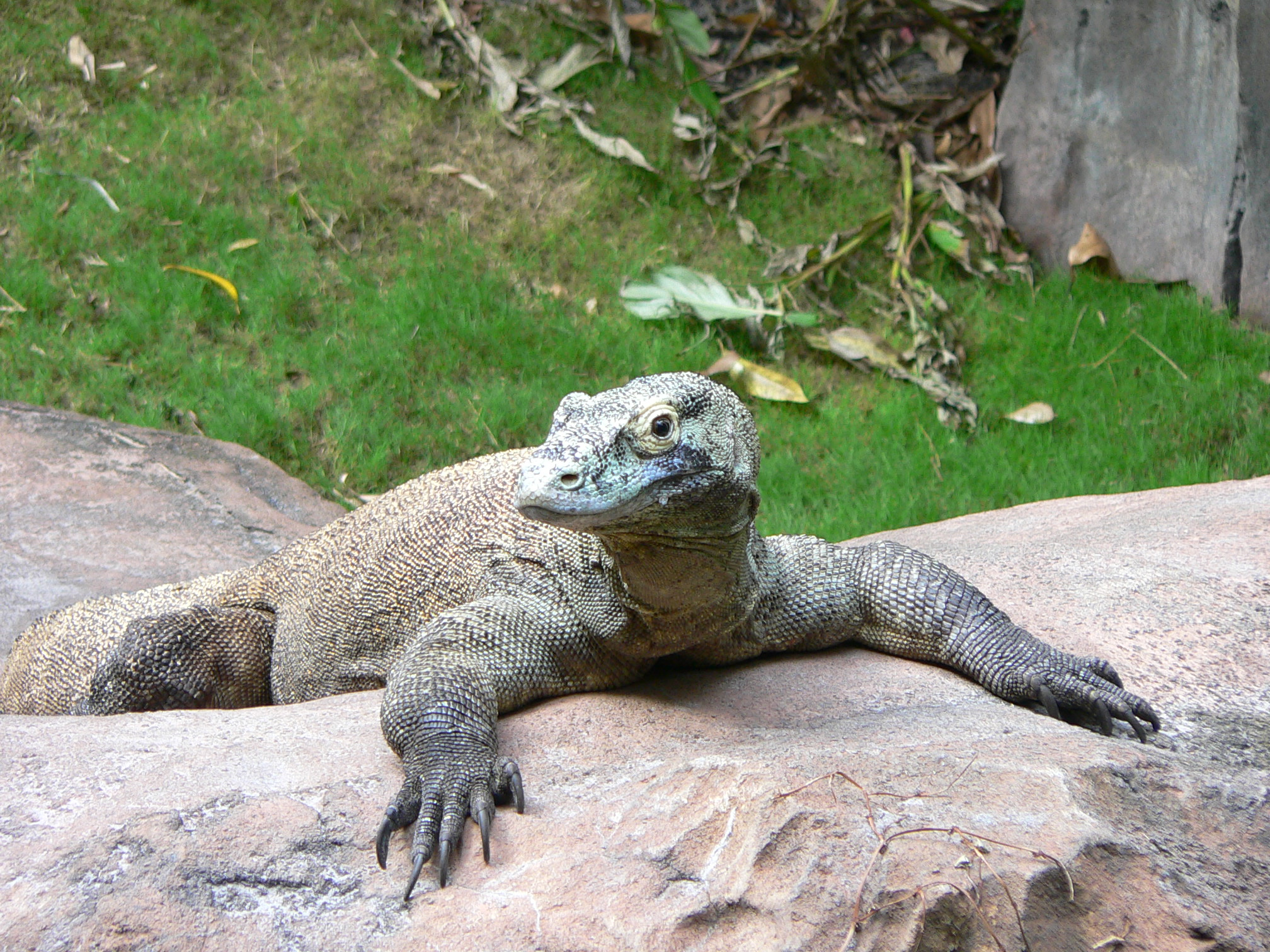
O dragão-de-komodo é um animal capaz de reprodução por partenogénese, descoberta em 2007.

A Partenogénese (português europeu) ou partenogênese (português brasileiro) é uma forma de reprodução na qual a formação e o crescimento dos embriões ocorrem sem fertilização. Nos animais, a partenogénese é o desenvolvimento de um embrião a partir de um óvulo não fertilizado e é um componente do processo maior de apomixia ou apomixia. A segmentação do óvulo não fertilizado pode ser desencadeada por fatores químicos ou físicos ambientais ou internos. A célula ou indivíduo produzido pela partenogénese é designado por partenote.
A palavra partenogénese provém dos termos gregos παρθένος, parthenos, que significa 'virgem', e γένεσις, genesis, que significa 'nascimento'. O termo não deve ser utilizado para descrever os modos de reprodução das espécies hermafroditas em que o mesmo indivíduo possui órgãos masculinos e femininos e pode reproduzir-se por si próprio por autofecundação (por exemplo, a tênia). A partenogénese foi descoberta por Charles Bonnet no séc. XVIII, que obteve onze gerações sucessivas de pulgões sem fertilização. O apicultor e estudioso das abelhas Jan Dzierzon no século XIX foi o primeiro a descobrir a partenogénese nos zangões.
A partenogénese é um fenómeno natural em muitas plantas, alguns animais invertebrados (como alguns nematóides, cladóceros, certos escorpiões, afídeos, algumas abelhas, alguns fasmídeos e vespas parasitas) e em alguns vertebrados (como peixes, anfibios, répteis e mais raramente em aves). Este tipo de reprodução foi também induzida artificialmente em algumas espécies, como os peixes e os anfíbios.
Os descendentes partenogenéticos de espécies que utilizam o sistema determinação sexual XY ou o sistema determinação X0 têm dois cromossomas X e são fêmeas. Nas espécies que utilizam o sistema de determinação sexual ZW, possuem dois cromossomas Z (machos) ou dois cromossomas W (geralmente fêmeas não viáveis), ou um cromossoma Z e um W (fêmeas viáveis).
A partenogénese pode envolver processos de meiótico ou mitótico dependendo da modalidade. Ocasionalmente, os indivíduos haploides viáveis (abelhas machos) são produzidos pela partenogénese, mas geralmente os indivíduos haploides não são viáveis, pelo que, em muitas formas de partenogénese, existem mecanismos para restaurar o número diploide de cromossomas. A partenogénese pode produzir, dependendo do caso, descendentes que são clones completos das mães ou apenas meio-clones (com metade ou uma fracção dos cromossomas da mãe).
A ginogénese e a pseudogamia estão intimamente relacionadas com este fenómeno. Neles, o esperma ou pólen desencadeia o desenvolvimento de um óvulo num embrião, mas sem contribuir geneticamente para o embrião. É uma falsa fertilização, pois o gâmeta masculino deve estimular o gâmeta feminino a começar a dividir-se, mas sem transferir genes para ele. De resto, a citologia e a genética destes fenómenos são praticamente idênticas à partenogénese comum (na qual não é necessário qualquer tipo de intervenção do gâmeta masculino).

## Processo assexuado ou sexual
A partenogénese tem sido interpretada como um processo sexual assexuado ou monogâmico.
A partenogénese é considerada um processo assexuado porque os genes de ambos os sexos não são incorporados na descendência, mas apenas de um sexo, uma vez que não são fornecidos cromossomas especificamente masculinos. Além disso, existem tipos de partenogénese mitótica em que o óvulo não tem origem por meiose, mas sim por mitose. Neste artigo será tratado como um processo assexuado.
Tem sido também interpretado como um processo sexual monogâmico, uma vez que geralmente envolve uma célula sexual haploide ou um gâmeta feminino (óvulo), que teve origem por meiose e sofreu recombinação genética meiótica. O gâmeta feminino é o mais indicado para a partenogénese, pois é uma célula totipotente que pode dar origem, se devidamente estimulada, a um embrião, o que não acontece com o gâmeta masculino, que se especializa apenas na realização da fecundação.

## Partenogénese em ciclos de vida
Algumas espécies reproduzem-se exclusivamente por partenogénese (como os rotíferos bdeloides), e outras podem alternar entre a reprodução sexuada normal e a partenogénese. A isto se chama partenogénese facultativa ou partenogénese cíclica. Também podem ser chamados de heterogamia ou heterogonia. A mudança da reprodução sexual normal para a partenogénese nestas espécies pode ser estimulada pela estação do ano (pulgões, algumas vespas parasitas), ou pela falta de machos ou por condições que favoreçam o rápido crescimento populacional (rotíferos e cladóceros como Daphnia). Nestas espécies, a reprodução sexual normal ocorre no verão (pulgões) ou assim que as condições são favoráveis. Isto porque na reprodução assexuada um genótipo bem sucedido pode proliferar rapidamente sem ser modificado pelo sexo ou sem desperdiçar recursos produzindo descendentes de machos que não põem ovos. Em períodos de stress, os descendentes produzidos pela reprodução sexual normal podem ser os mais adequados porque terão novas combinações de genes que são possivelmente benéficas num ambiente instável. Além disso, a reprodução sexuada tem a vantagem da recombinação meiótica entre cromossomas não irmãos, um processo que está associado à reparação de quebras de ADN dupla fita e outros danos no ADN, que podem ser induzidos por condições stressantes.
Muitos taxas com heterogonia incluem espécies que perderam a fase sexual e estão agora completamente assexuadas. Muitos outros casos de partenogénese obrigatória (ou ginogénese) são encontrados entre poliplóides e híbridos em que os cromossomas não conseguiram emparelhar na meiose.
Dependendo do sexo da descendência produzida pela partenogénese, falamos de telitoquia (fêmeas), arrenotoquia (machos) e deuterotoquia ou anfitoquia (machos e fêmeas).

## Tipos de Partenogênese
De acordo com o sexo dos organismos gerados, a partenogênese pode ser de três tipos:
- Partenogênese arrenótoca: origina apenas machos como abelhas (zangões)
- Partenogênese telítoca: origina apenas fêmeas, por exemplo, afídeos (pulgões).
- Partenogênese deuterótoca: origina machos e fêmeas como afídeos (pulgões).

### Mistura automática

Efeitos da fusão central e da fusão terminal na heterozigosidade

A automixagem ou automixia é um termo que abrange vários mecanismos reprodutivos em que novos indivíduos são derivados dum produto ou produtos de uma única célula que se dividiu por meiose, alguns dos quais são partenogenéticos. Na automixis, pode ou não haver fusão de núcleos e, neste último caso, o óvulo desenvolve-se partenogeneticamente.
Em alguns ciclos de vida, a diploidia pode ser restaurada pela duplicação dos cromossomas sem divisão celular antes do início da meiose ou após a conclusão da meiose. A isto se chama ciclo endomitótico. Isto também pode ocorrer pela fusão dos dois primeiros blastómeros embrionários. Outras espécies recuperam a sua ploidia por fusão de produtos meióticos. Os cromossomas podem não se separar numa das duas anáfases (a que se chama meiose restitucional), ou os núcleos produzidos podem fundir-se, ou um dos corpos polares pode fundir-se com o óvulo em alguma fase durante a sua maturação.
Alguns autores consideram todas as formas de autofecundação como sexuais, pois envolvem recombinação genética. Muitos outros autores classificam as variantes endomitóticas como assexuadas e consideram os embriões resultantes como partenogenéticos. Entre estes autores, o critério para considerar a automixia como um processo sexual depende do momento em que os produtos da anáfase I ou da anáfase II se juntam. O critério da "sexualidade" varia desde a consideração de todos os casos de meiose restitucional sexual, considerar como tal aqueles em que os núcleos se fundem ou considerar como sexuais apenas aqueles em que os gâmetas estão maduros no momento da fusão. Os casos de automixis que são classificados como reprodução sexuada são comparados à autofecundação nos seus mecanismos e consequências.
A composição genética da descendência depende do tipo de apomixia que ocorre. Quando a endomitose ocorre antes da meiose ou quando ocorre a fusão central (meiose restitucional da anáfase I ou a fusão dos seus produtos), a descendência obtém de todos mais de metade do material genético da mãe, e a heterozigosidade é amplamente preservada (se a mãe tiver dois alelos num locus, é provável que a descendência tenha ambos os alelos). Isto acontece porque na anáfase I os cromossomas homólogos separam-se. A heterozigosidade não é completamente preservada quando o cruzamento ocorre na fusão central. No caso de duplicação pré-meiótica, a recombinação, a ocorrer, ocorre entre cromátides irmãs idênticas.
Se ocorrer uma fusão terminal (meiose restitucional da anáfase II ou fusão dos seus produtos), pouco mais de metade do material genético da mãe estará presente na descendência e a descendência será, na sua maioria, homozigótica. Isto acontece porque na anáfase II as cromátides irmãs estão separadas e qualquer heterozigosidade que ocorra é devida ao crossing over. No caso de endomitose após a meiose, a descendência é completamente homozigótica e possui apenas metade do material genético da mãe.
Isto pode dar origem a descendentes partenogenéticos em que os indivíduos são diferentes entre si e das suas mães.

### Sexo da cria
Na partenogénese apomítica, os descendentes são clones da sua mãe e, por isso, são geralmente fêmeas (exceto em pulgões). No caso dos afídeos, os machos e as fêmeas produzidos partenogeneticamente são clones das suas mães, com a excepção de que os machos não possuem um dos cromossomas X (são XO).
Quando está envolvida a meiose, o sexo da descendência depende do tipo de sistema de determinação sexual e do tipo de apomixia. Nas espécies que utilizam o sistema determinação sexual XY, os descendentes partenogenéticos têm dois cromossomas X e são fêmeas. Nas espécies que utilizam o sistema de determinação de sexo ZW, o genótipo da descendência pode ser ZW (fêmea), ZZ (macho) ou WW (as fêmeas geralmente não são viáveis). A descendência ZW tem origem por endoreplicação antes da meiose ou por fusão central. A descendência ZZ e WW tem origem por fusão terminal ou por endomitose na célula ovo.
Nas espécies poliplóides com partenogénese obrigatória, como o lagarto-de-cauda-de-chicote, todos os descendentes são fêmeas.

### Partenogénese facultativa
A partenogénese facultativa é aquela que é utilizada por espécies que normalmente se reproduzem sexuadamente, mas também se podem reproduzir assexuadamente. Opõe-se à partenogénese obrigatória, na qual as fêmeas se reproduzem exclusivamente assexuadamente. Pensa-se que a partenogénese facultativa é uma resposta à falta de machos viáveis. Uma fêmea pode realizar partenogénese facultativa se não existirem machos no seu habitat ou se estes não conseguirem produzir descendentes viáveis. Este comportamento foi documentado em tubarões, dragões de Komodo e em várias aves domésticas. No total, a partenogénese está documentada em cerca de 70 espécies. Os primeiros casos documentados de partenogénese facultativa foram observados em fêmeas em cativeiro sem machos viáveis. Durante algum tempo, pensou-se que a partenogénese facultativa era um fenómeno que ocorria especificamente em indivíduos em cativeiro, mas recentemente foram encontradas evidências de que certas cascavéis norte-americanas passam por este processo na natureza, mesmo que existam machos disponíveis na sua área. Estas cascavéis são o primeiro exemplo de vertebrados selvagens que optam pela reprodução assexuada. A descoberta da partenogénese facultativa em vertebrados selvagens despertou o interesse em investigar mais profundamente este tipo inesperado de reprodução em vertebrados. A partenogénese facultativa foi também detetada em crustáceos decápodes na natureza.

### Partenogénese obrigatória
A partenogénese obrigatória é o processo pelo qual um organismo se reproduz exclusivamente assexuadamente. Muitas espécies sofreram uma transição para a partenogénese obrigatória durante a sua evolução. Transições bem documentadas para a partenogénese obrigatória foram encontradas em quase todos os taxa de metazoários, embora por mecanismos muito diferentes. Estas transições ocorrem geralmente como resultado de endogamia ou mutação em grandes populações. Existem várias espécies documentadas, especificamente as píntegas e as géconídeos que dependem da partenogénese obrigatória como principal método de reprodução. Na natureza, existem cerca de 80 espécies de répteis, anfíbios e peixes unissexuais, nos quais os machos já não participam no processo reprodutivo. Uma fêmea produz um óvulo com um conjunto completo de genes (dois conjuntos) provenientes apenas da mãe. Desta forma, o macho já não precisa de fornecer esperma para fertilizar o óvulo. Pensa-se que esta forma de reprodução assexuada é uma séria ameaça à biodiversidade em alguns casos devido à resultante falta de variação genética que produz e à potencial diminuição da eficácia biológica (aptidão) da descendência.

## Distribuição entre os seres vivos
A partenogénese ocorre naturalmente em insetos pulgões, Dáfnias, rotíferos, nematóides e alguns outros invertebrados, bem como em muitas plantas e certos lagartos. Recentemente adicionados à lista estão o dragão de Komodo, o peixe-martelo, o tubarão-de-pontas-pretas (Carcharhinus limbatus) e vários géneros de peixes, anfíbios e répteis, que exibem diferentes formas de reprodução assexuada, desde a partenogénese comum ou verdadeira, até à ginogénese e hibridogénese (uma forma incompleta de partenogénese). Tal como outros tipos de reprodução assexuada, a partenogénese apresenta desvantagens (baixa diversidade genética e suscetibilidade a mutações adversas) e vantagens (reprodução sem necessidade de machos).
A partenogénese é diferente da clonagem animal artificial, um processo em que o novo organismo é necessariamente geneticamente idêntico à célula dadora. Na clonagem, o núcleo celular de uma célula diploide de um organismo dador é inserido num óvulo enucleado e a célula é então estimulada a passar por mitose contínua, resultando num organismo que é geneticamente idêntico ao dador. A partenogénese é diferente porque tem origem no material genético contido num óvulo.
A partenogénese pode ser conseguida por um processo artificial, que é descrito abaixo na discussão sobre os mamíferos.

### Insetos
A partenogénese nos insectos pode envolver uma vasta gama de mecanismos. A descendência produzida pela partenogénese pode ser de ambos os sexos, apenas fêmeas (telitoquia, por exemplo nos afídeos) ou apenas machos (arrenotoquia, por exemplo na maioria dos hymenopteras). Sabe-se que tanto a verdadeira partenogénese como a pseudogamia (ginogénese ou partenogénese dependente de espermatozóides) ocorrem em insectos. Os óvulos, dependendo da espécie, podem ser produzidos sem meiose (apomiticamente) ou por um dos vários mecanismos automíticos.
Um fenómeno relacionado, a poliembrionia, é um processo que produz muitos descendentes clonais a partir de um único óvulo. Ocorre nos himenópteros parasitóides e Strepsiptera. Nas espécies automíticas, a descendência pode ser haploide ou diploide. A descendência diploide é produzida pela duplicação ou fusão de gâmetas após a meiose. A fusão ocorre em Phasmatodea, Hemiptera (Aleurodida e Coccidae), Diptera e alguns Hymenoptera.
Para além destas formas, o hermafroditismo existe nos insectos (em três espécies de Icerya), nos quais o mesmo indivíduo pode produzir óvulos e espermatozóides, mas este não é um tipo de partenogénese.
Bactérias parasitas como Wolbachia induzem telitoquia automítica em muitas espécies de insetos com haplodiploidia. Também provocam duplicação gamética em ovos não fertilizados, fazendo com que se desenvolvam em fêmeas.

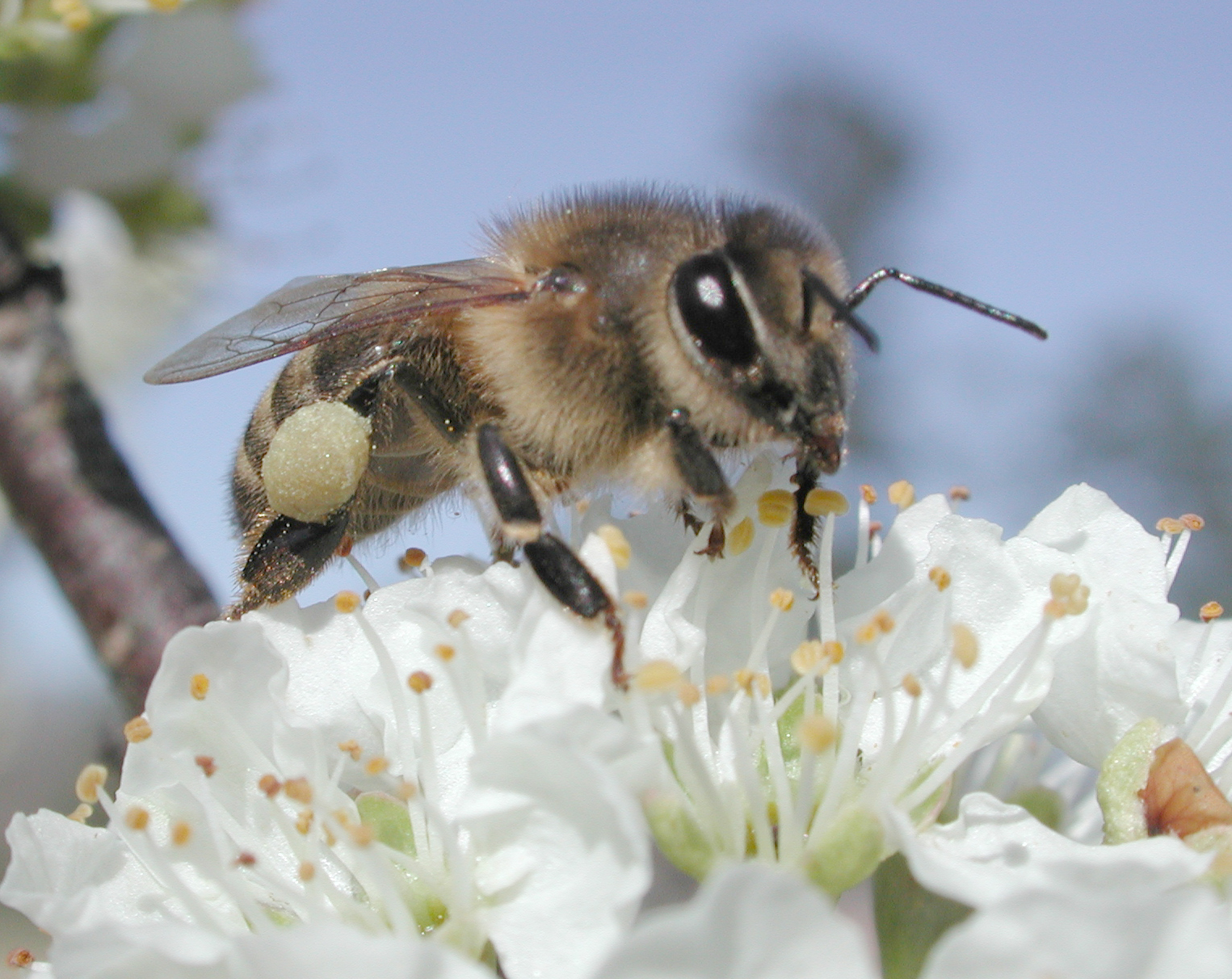
Abelha numa flor de ameixa.

Entre os Hymenopteras (formigas, abelhas, vespas), os machos são produzidos a partir de ovos não fertilizados. Geralmente, apenas a rainha põe ovos, mas as obreiras também podem pôr ovos haploides que produzem machos, regularmente (como nas abelhas sem ferrão dos Meliponini) ou em circunstâncias especiais. Um exemplo de partenogénese não viável é comum entre as abelhas domésticas. Nestas, a abelha rainha ou mestra é a única fêmea fértil da colmeia e, se esta morre sem possibilidade de ser substituída por outra, não é raro as operárias pôr ovos. As obreiras não conseguem acasalar com os machos, pelo que os seus ovos não fertilizados apenas produzem abelhas macho, que só conseguem acasalar com uma rainha. Assim, num período de tempo relativamente curto, todas as obreiras morrem, e os machos morrem pouco depois.
Algumas espécies de formigas e abelhas podem produzir partenogeneticamente descendentes fêmeas diploides. Entre elas encontra-se uma subespécie da abelha sul-africana, Apis mellifera capensis, na qual as obreiras podem produzir ovos diplóides partenogeneticamente e substituir a rainha se esta morrer; outros exemplos incluem algumas espécies de pequenas abelhas carpinteiras do género Ceratina. Muitas vespas parasitas são partenogenéticas, por vezes devido a infeções pela bactéria Wolbachia.
Operárias de cinco espécies de formigas e rainhas de algumas outras formigas reproduzem-se por partenogénese. Na formiga europeia Cataglyphis cursor, as rainhas e as obreiras podem produzir novas rainhas por partenogénese. Os trabalhadores têm origem sexual.
Nas formigas elétricas da América Central e do Sul da espécie Wasmannia auropunctata, as rainhas produzem mais rainhas através da partenogénese ameiótica. As obreiras estéreis são normalmente produzidas a partir de ovos fertilizados pelos machos. No entanto, em alguns dos óvulos fertilizados pelos machos, a fecundação pode fazer com que o material genético da fêmea seja removido do zigoto. Desta forma, os machos transmitem os seus genes apenas para formar descendentes machos férteis. Este é o primeiro exemplo conhecido de uma espécie animal em que tanto as fêmeas como os machos se podem reproduzir clonalmente, resultando numa separação completa do  pool genético de machos e fêmeas.
Estas formigas aproveitam tanto a reprodução sexuada como a assexuada: as filhas que se podem reproduzir (rainhas) têm todos os genes maternos, e as obreiras estéreis, cuja força física e resistência às doenças são importantes, reproduzem-se sexualmente.
Outro exemplo de partenogénese em insetos pode ser encontrado nos afídeos formadores de insetos (como Pemphigus betae), nos quais as fêmeas se reproduzem partenogeneticamente durante a fase de formação dos insetos (crescimentos nas folhas de Populus augustifolia) do seu ciclo de vida.

### Crustáceos
A reprodução dos crustáceos varia de uma espécie para outra e dentro da mesma espécie. A pulga de água Daphnia pulex alterna entre a reprodução sexuada e a partenogénese. Entre os grandes crustáceos decápodes mais conhecidos, como alguns caranguejos, a reprodução ocorre por partenogénese. Os caranguejos Procambarus fallax são partenogenéticos. Os seus descendentes são geneticamente idênticos aos progenitores, o que indica que se reproduzem apomicticamente, ou seja, por partenogénese, em que o óvulo não sofre meiose. O caranguejo Orconectes limosus pode reproduzir-se tanto sexuadamente como por partenogénese. O lagostim americano (Procambarus clarkii), que normalmente se reproduz sexualmente, também foi sugerido como capaz de se reproduzir por partenogénese, embora esta reprodução não pudesse ser reproduzida em laboratório.

### Rotíferos
Nos rotíferos bdeloides, as fêmeas reproduzem-se exclusivamente por partenogénese, mas nos rotíferos monogonontes, as fêmeas podem alternar entre a reprodução sexuada e assexuada (partenogénese cíclica). Pelo menos numa espécie que é normalmente partenogenética cíclica, a partenogénese obrigatória pode ser herdada: um alelo recessivo em homozigose resulta na perda da reprodução sexual.

### Platelmintos
Pelo menos duas espécies de platelmintos turbelários no género Dugesia incluem indivíduos poliplóides que se reproduzem por partenogénese. Este tipo de partenogénese requer acasalamento, mas o esperma não contribui geneticamente para a descendência (a partenogénese é pseudogâmica ou ginogenética). Um ciclo complexo de acasalamentos entre indivíduos diploides sexuais e poliploides partenogenéticos produz novas linhagens partenogenéticas.

### Gastrópodes
Os gastrópodes da família Thiaridae com conchas cónicas finas são partenogenéticos. Vivem em fundos de riachos lamacentos e alimentam-se de detritos e algas.

### Reptéis

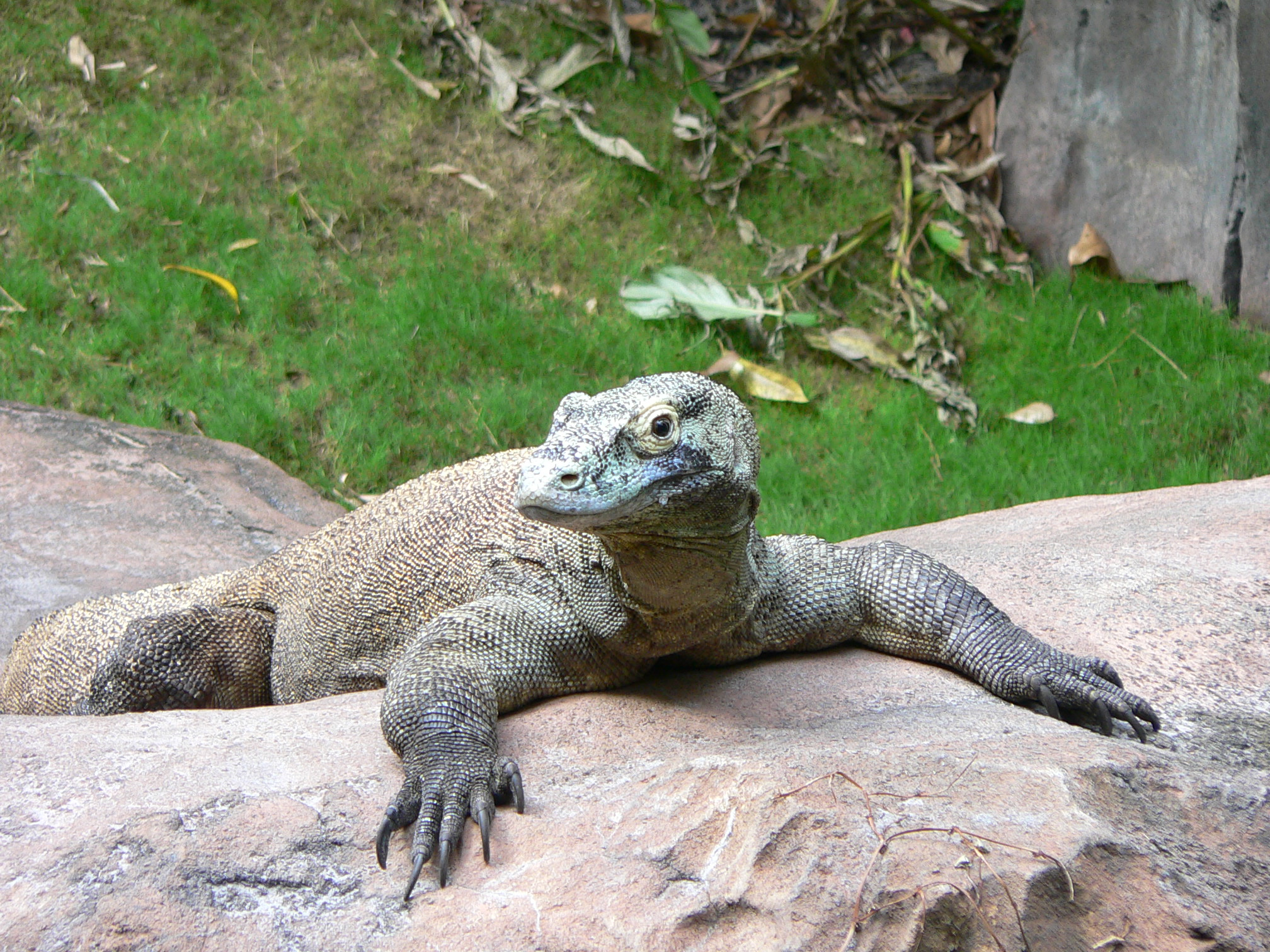
Foi confirmado que o dragão-de-komodo, Varanus komodoensis, apresenta alguns casos de partenogénese natural

A maioria dos répteis reproduz-se sexualmente, mas a partenogénese também foi observada a ocorrer naturalmente em certas espécies de lagartos de cauda de chicote, lagartixas, Darevskia lagartos do Cáucaso, as cobras Ramphotyphlops braminus, Dragão de Komodo e Boa constrictor. Alguns, como a lagartixa Lepidodactylus lugubris, os lagartos híbridos de cauda de chicote, os lagartos Darevskia e a cobra Ramphotyphlops braminus, são unissexuais e obrigatoriamente partenogenéticos. Outros, como o dragão-de-komodo e algumas jibóias, são partenogenéticos facultativos (em casos raros).
Em 2012, foi reportado um caso de partenogénese facultativa na vida selvagem norte-americana em cascavéis fêmeas.
Os répteis utilizam o sistema de determinação sexual ZW, que produz machos (ZZ) e fêmeas (ZW ou WW). Até 2010, acreditava-se que o sistema cromossómico ZW utilizado pelos répteis não poderia produzir descendentes WW viáveis, mas foi encontrado um caso de uma jibóia fêmea (ZW) a produzir descendentes viáveis de fêmeas WW. As boas e as pítons parecem ter determinação sexual XY.
A partenogénese tem sido amplamente estudada em lagartos do género Cnemidophorus, do Novo México, dos quais 15 espécies se reproduzem exclusivamente por partenogénese. Estes lagartos vivem no clima seco e rigoroso do sudoeste dos EUA e do norte do México. Todas estas espécies assexuadas parecem ter tido origem pela hibridação de duas ou três espécies sexuadas do género, dando origem a indivíduos poliplóides. O mecanismo pelo qual a mistura de cromossomas de duas ou três espécies pode causar reprodução partenogenética não é conhecido. Recentemente, um lagarto rabo-de-chicote híbrido partenogenético (do género Aspidoscelis) foi obtido em laboratório através do cruzamento de um lagarto rabo-de-chicote assexuado com um sexuado. Uma vez que podem ocorrer vários eventos de hibridação, uma espécie de lagarto rabo-de-chicote partenogenético pode consistir em muitas linhagens assexuadas independentes. Dentro de cada linhagem existe muito pouca diversidade genética, mas dentro de diferentes linhagens pode existir genótipos bastante diferentes.
Um aspeto interessante da reprodução destes lagartos assexuados é que ainda se observam comportamentos de acasalamento nos mesmos, apesar das populações serem compostas apenas por fêmeas. Uma fêmea desempenha o papel do macho da espécie estreitamente relacionada e monta a outra fêmea quando esta está prestes a pôr ovos. Este comportamento deve-se aos ciclos hormonais das fêmeas, que fazem com que estas se comportem como machos logo após a postura dos ovos, quando os níveis de progesterona são elevados, mas adotem o papel de fêmeas no acasalamento antes da deposição dos ovos, quando os estrogénios dominam. Os lagartos que realizam o ritual de acasalamento apresentam maior fecundidade do que aqueles que permanecem isolados, devido ao aumento de hormonas que acompanha o ato de montar noutro indivíduo. Assim, mesmo que as populações não tenham machos, necessitam ainda de estímulos comportamentais sexuais para um sucesso reprodutivo máximo.
Alguns lagartos partenogenéticos apresentam um padrão geográfico na sua partenogénese, ocupando áreas de alta montanha onde as suas formas ancestrais têm menor capacidade de competir. Nos lagartos caucasianos do género Darevskia, que apresentam seis formas partenogenéticas de origem híbrida, a forma partenogenética híbrida D. "dahli" tem um nicho mais amplo do que os seus antepassados bissexuais e a sua expansão através do Montanhas do Cáucaso central provocou o declínio das suas espécies paternas e maternas.
O dragão de Komodo, que normalmente se reproduz sexuadamente, demonstrou ser capaz de se reproduzir assexuadamente por partenogénese em certos casos. Foi também documentado um caso de um dragão-de-komodo que, após se reproduzir por partenogénese, passou para a reprodução sexuada. Este comportamento pode ser benéfico para a colonização de ilhas. A partenogénese também pode ocorrer naturalmente quando estão presentes machos e fêmeas, o que pode explicar porque é que a população selvagem de dragões-de-komodo é composta por aproximadamente 75% de machos.

### Tubarões
Um tubarão da espécie Sphyrna tiburo, um tipo de pequeno peixe-martelo, deu à luz uma cria num jardim zoológico de Nebraska em 2001, num tanque contendo três fêmeas e nenhum macho, o que se acredita ter tido origem partenogeneticamente. Os testes de ADN da descendência e da mãe mostraram que a reprodução foi partenogenética. A descendência não era um clone da sua mãe, mas tinha apenas metade do seu ADN ("partenogénese automítica"). Este tipo de reprodução era conhecido em peixes ósseos, mas foi a primeira vez que foi documentado em peixes cartilaginosos.
Em 2002, dois tubarões Chiloscyllium plagiosum nasceram num aquário em Detroit de uma mãe que partilhava o aquário com apenas uma outra fêmea. Aquela fêmea tinha posto ovos antes de serem removidos pelos cuidadores, pois eram considerados inviáveis por não terem sido fertilizados (o que não é incomum, porque muitos animais põem ovos que não foram fertilizados). Desta vez os ovos não foram retirados e deles nasceram duas crias. Outras possibilidades que foram equacionadas são que a fêmea tenha armazenado esperma de um encontro anterior com machos, ou que esta espécie seja hermafrodita e se possa autofertilizar, mas tal não foi confirmado.
Em 2008, num aquário húngaro ocorreu outro caso de partenogénese numa fêmea a viver sozinha. Também em 2008, na Virgínia uma fêmea de Carcharinus limbatus do Atlântico reproduziu-se por partenogénese. e depois houve um segundo caso confirmado com teste de ADN.
As repercussões da partenogénese nos tubarões, que não conseguem aumentar a diversidade genética dos seus descendentes através deste mecanismo, são motivo de preocupação entre os especialistas em tubarões, considerando que as estratégias de conservação para estas espécies, especialmente em áreas onde pode haver escassez de machos devido à pesca ou às pressões ambientais, não são viáveis. Embora a partenogénese possa ajudar as fêmeas que não conseguem encontrar um parceiro, também reduz a diversidade genética.
A partenogénese recorrente ao longo de vários anos foi confirmada em tubarões Stegostomatidae.

### Aves
Existem antigas lendas irlandesas sobre a partenogénese nos gansos, que não têm qualquer evidência científica a seu favor. No entanto, sabe-se que a partenogénese ocorre ocasionalmente em galinhas e perus através da duplicação de células haploides, que se transformam em diploides; a maioria dos embriões produzidos desta forma morre rapidamente durante o desenvolvimento. Raramente é possível produzir aves viáveis desta forma, e a frequência com que tal ocorre nos perus pode ser aumentada pela reprodução seletiva.

### Mamíferos
Não existem casos de mamíferos em que a partenogénese ocorra naturalmente. A descendência partenogenética teórica dos mamíferos teria de ser composta por fêmeas XX. Mas pode tentar induzi-lo artificialmente. Estímulos elétricos ou químicos podem iniciar o processo de partenogénese.
Em 1936, Gregory Goodwin Pincus relatou um caso bem sucedido de partenogénese induzida em coelhos. Em 2004, na Universidade de Agricultura de Tóquio, criaram o rato Kaguya com material genético de duas fêmeas, embora não seja estritamente um caso de partenogénese, uma vez que o material genético provém de dois indivíduos (fêmeas) e observaram que este rato senpai tinha uma vida útil mais longa que o normal.
A partenogénese induzida em ratinhos e macacos resulta frequentemente num desenvolvimento anormal. Isto acontece porque nos mamíferos ocorre o fenómeno de impressão genética de regiões do genoma em que o material dos cromossomas maternos ou paternos é inativado na descendência para que o desenvolvimento do indivíduo ocorra normalmente. Um mamífero criado partenogeneticamente teria uma dose dupla de genes maternos imprinted e não teria genes paternos imprinted, o que levaria a anomalias no desenvolvimento. Foi sugerido que Os defeitos no dobramento ou interdigitação da placenta são uma das causas do desenvolvimento abortivo da descendência produzida pela partenogénese (partenoto) nos porcos. Como resultado, a investigação sobre a partenogénese humana está focada na produção de células estaminais embrionárias para utilização em tratamentos médicos, em vez de como estratégia reprodutiva.

Indução da partenogénese em suínos.

Durante o desenvolvimento do oócito, a elevada atividade do fator promotor da metáfase (MPF) faz com que os ovócitos dos mamíferos parem na fase da metáfase II até à fertilização pelo esperma. O evento de fertilização provoca oscilações na concentração de cálcio intracelular e promove a degradação da ciclina B, uma subunidade reguladora do MPF, que permite que o ovócito parado na metáfase II progrida para a meiose.
Para iniciar a partenogénese em ovócitos suínos, existem vários métodos para induzir uma ativação artificial que imita a entrada de um espermatozóide, como o tratamento com ionóforo de cálcio, a microinjeção de iões de cálcio ou a estimulação elétrica. O tratamento com cicloheximida, um inibidor não específico da síntese proteica, melhora o desenvolvimento do partenote em porcos, presumivelmente através da inibição contínua do MPF/ciclina B. À medida que a meiose progride, a extrusão do segundo corpo polar é bloqueada pela exposição à citocalasina B. Este tratamento resulta num partenote diploide (2 genomas maternos). Os partenotes podem ser transferidos cirurgicamente para um oviduto recetor para continuar o desenvolvimento, mas sucumbem à falha de desenvolvimento após cerca de 30 dias de gestação. A placenta do partenote suíno parece frequentemente hipovascular e é aproximadamente 50% mais pequena do que a placenta dos descendentes biparentais: ver imagem da Figura 1 no link de referência.

#### Humanos
Em 2007, a equipa da Dra. Elena Revazova na empresa International Stem Cell Corporation (ISCC) foi a primeira a criar intencionalmente células estaminais humanas a partir de óvulos humanos não fertilizados utilizando a partenogénese, com a intenção de produzir células geneticamente idênticas às de uma determinada pessoa (mulher) aplicáveis a tratamentos de doenças degenerativas. Para o Dr. Revazova criou células estaminais humanas que são homozigotas na região HLA do genoma, denominadas células estaminais homozigotas HLA partenogenéticas humanas (hpSC-Hhom), que possuem características genéticas que permitiriam que derivados destas células fossem implantados em milhões de pessoas sem rejeição imunológica.

### Oomicetos
A apomixia pode aparentemente ocorrer no oomiceto Phytophthora. Os oósporos derivados de cruzamentos experimentais foram feitos para germinar e alguns dos descendentes eram geneticamente idênticos entre si e aos seus progenitores, o que implica que não ocorreu meiose e os oósporos desenvolveram-se partenogeneticamente.

## Fenómenos semelhantes

### Xenogénese
Uma forma de reprodução assexuada intimamente relacionada com a partenogénese é a ginogénese. Na ginogénese, a descendência é produzida pelo mesmo mecanismo da partenogénese, mas com a particularidade de o óvulo ter de ser estimulado pela presença do espermatozóide para que se possa desenvolver. No entanto, o espermatozóide não fornece material genético à descendência, uma vez que os seus cromossomas não são incorporados no óvulo; tem como função apenas estimular a ativação do óvulo. As espécies ginogenéticas são compostas apenas por fêmeas, pelo que a ativação dos seus óvulos exige que acasalem com machos de espécies estreitamente relacionadas para fornecer o estímulo necessário. Algumas píntegas do género Ambystoma são ginogenéticas e parecem ter sido assim durante um milhão de anos. Além disso, o peixe de água doce Poecilia formosa também se reproduz ginogeneticamente.

### Hibridogénese

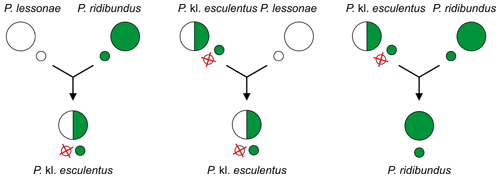
Exemplo de cruzamentos entre o sapo Pelophylax lessonae, P. ridibundus e o seu híbrido P. kl esculentus. A primeira é a hibridação primária que gera o híbrido, a segunda é o tipo de hibridogénese mais difundido.

Na hibridogénese, a reprodução não é completamente assexuada, mas sim hemiclonal, ou seja, metade do genoma passa intacta para a geração seguinte, e a outra metade é eliminada. Ocorre em alguns animais que são híbridos entre duas espécies.
Os híbridos hibridogenéticos (por exemplo, com genoma AB), geralmente fêmeas, durante a sua gametogénese excluem um dos genomas parentais (por exemplo, A) e produzem gâmetas com genomas não recombinados. da segunda espécie parental (B), em vez de conter genomas parentais recombinantes mistos. O primeiro genoma (A) é recuperado por fertilização destes gâmetas com gâmetas da primeira espécie (AA, hospedeiro sexual, geralmente macho). Metade do genoma (B) passa clonalmente intacta e sem recombinação, a outra metade (A) passa sexualmente e recombinada. Este processo continua de modo que cada geração é hemiclonal do lado materno e tem a outra metade formada por novo material genético do lado paterno.
Esta forma de reprodução ocorre em alguns peixes vivíparos do género Poeciliopsis e também em alguns anfíbios Pelophylax ssp., concretamente os seguintes:
- P. quilómetros esculentus: P. lessonae × P. risível,[79][80]
- P. kl. grafi: P. perezi × P. ridibundus
- P. kl. hispanicus: P. bergeri × P. ridibundus / P. kl. esculentus

e quiçá emP. demarchii.
Outros exemplos nos que a hibridoxénese é pelo menos uma das formas de reprodução são:
- O peixe Tropidophoxinellus alburnoides (Squalius pyrenaicus × antepassado hipotético relacionado com Anaecypris hispanica)[81]
- O peixe Cobitis hankugensis × C. longicorpus[82]
- o insecto-pau Bacillus: B. rossius × Bacillus grandii benazzii[83]

## Partenogênese em invertebrados

### Em abelhas
Na sociedade das abelhas ocorre um fato curioso: tanto os óvulos fecundados como os não fecundados podem originar novos indivíduos. As rainhas e as operárias resultam do desenvolvimento de óvulos fecundados, sendo, portanto, diploides. A diferenciação entre elas é estabelecida pelo tipo de alimento fornecido às formas larvais:
- As larvas que originam operárias são nutridas com mel e pólen.

- As larvas que originam rainhas recebem geleia real como alimento.

Os zangões, cujas larvas são nutridas com pólen e mel, são haploides, uma vez que resultam do desenvolvimento de óvulos não fecundados. Os zangões, originando-se de óvulos não fecundados, herdam todos os genes que possuem da "mãe" (rainha), uma vez que não têm "pai".

## Lista de casos
| Ano  | Caso                                                                                               | Quantidade         | Fonte  |
| ---- | -------------------------------------------------------------------------------------------------- | ------------------ | ------ |
| 1984 | Documentação de que os lagartos de manchas amarelas fêmeas podem procriar sem machos.              | Múltiplos filhotes | [ 84 ] |
| 2006 | Partenogênese em dragão-de-komodo, no Zoológico de Chester, no Reino Unido.                        | Múltiplos filhotes | [ 85 ] |
| 2007 | Partenogênese em tubarões-martelo, no jardim Zoológico de Henry Doorly, em Nebraska.               | Um filhote         | [ 86 ] |
| 2008 | Partenogênese em tubarão-galha-preta, no aquário da Virgínia, nos Estados Unidos.                  | Um filhote         | [ 87 ] |
| 2017 | Partenogênese em tubarão zebra, na Austrália.                                                      | Três filhotes      | [ 88 ] |
| 2019 | Partenogênese em cobra sucuri, no Aquário de New England, nos Estados Unidos.                      | Dois filhotes      | [ 89 ] |
| 2019 | Partenogênese em dragão-d'água-chinês, no instituto Smithsonian, nos Estados Unidos.               | Múltiplos filhotes | [ 90 ] |
| 2024 | Partenogênese em cação-liso, onde fêmeas do aquário de Cala Gonome têm gerado filhotes desde 2020. | Múltiplos filhotes | [ 91 ] |

- Cissiparidade
- Eva mitocondrial